# Vokalensemble
Als Vokalensemble oder Vocalensemble (frz. ensemble vocal „Gesangsgruppe“) wird ein fest formierter Chor verstanden, der anspruchsvolle Vokalmusik pflegt.
Chöre geben sich diesen Namen, um einen Qualitätsanspruch zum Ausdruck zu bringen. Die persönliche Verantwortung jedes Sängers wird in einem Vokalensembles in der Regel höher als in einem Kammerchor empfunden und es sind nur so viele Sänger vorhanden, wie für das Erreichen der musikalischen Ziele zwingend nötig sind. Zwar kann die Anzahl der Sänger von solistischer Besetzung bis Kammerchorgröße variieren, doch wird mit dem Begriff Vokalensemble eine möglichst kleine Gruppe assoziiert. In der Regel wird a cappella gesungen oder mit minimaler Instrumentalbegleitung, die nicht zur Stütze des Chores dienen soll.
Was die einzelnen Namen der Vokalensembles in der Kunstmusik betrifft, so zeigt sich hier eine bunte Palette. Tradition, besondere Zielsetzung, die Verbundenheit mit dem Schaffen eines Komponisten und manches andere Motiv spiegeln sich in der Namensgebung. Der Bestandteil Vokalensemble wird von vielen Kammerchören im Namen getragen. Es kommt häufig vor, dass sich Mitglieder aus „großen“ Chören und Kammerchören zu einem Vokalensemble formieren, um Teile des Programms alleine zu bestreiten oder an solistischen Stellen hervorzutreten.
Die Vokalensembles von Berufssängern sind Berufschöre, die vor allem für neue und neueste Chormusik-Kompositionen wichtig sind. Seit den 1980er, insbesondere seit den 1990er Jahren, entstehen in Deutschland auch viele Vokalensembles von ambitionierten Laiensängern. Da diese Vokalensembles strukturell weder zu den Berufschören noch zur Gruppe der Schul- und Institutionschöre, nichtkirchlichen Laienchöre (z. B. Gesangsvereine), Kirchenchöre oder Kinderchöre gehören, werden sie im heutigen Chorwesen der Gruppe „sonstige Chöre“ zugeordnet.